# L'Exorciste : Au commencement
Pour les articles homonymes, voir L'Exorciste et Exorciste (homonymie).
Série L'Exorciste
L'Exorciste, la suite
(1990) Dominion: Prequel to the Exorcist
(2005)
Pour plus de détails, voir Fiche technique et Distribution.
L'Exorciste : Au commencement ou L'Exorciste : Le Commencement au Québec (Exorcist: The Beginning) est un film d'horreur américain réalisé par Renny Harlin, sorti en 2004. Il constitue une préquelle au film L'Exorciste de William Friedkin sorti en 1973.
Le film met en scène le père Lankester Merrin qui est hanté par le souvenir des atrocités commises durant la Seconde Guerre mondiale. Sentant sa foi l'abandonner, il quitte sa terre natale des Pays-Bas et effectue en Afrique un voyage de la dernière chance - un pèlerinage qu'il espère salvateur. Au Caire, Merrin est abordé par un amateur d'antiquités rares qui lui propose de rejoindre un chantier archéologique au Kenya. Dans la lointaine province de Turkana, les Anglais viennent de faire une découverte des plus troublantes : une église byzantine parfaitement conservée. Misant sur les compétences archéologiques acquises par Merrin à Oxford, le collectionneur espère dénicher le premier, une ancienne relique dissimulée dans l'église.

## Synopsis
Un prêtre terrifié traverse lentement un champ de bataille où se trouvent les corps de milliers de soldats morts. Le prêtre se rapproche d'un de ses confrères morts et tente de lui prendre une petite idole démoniaque, mais, ce dernier revient brièvement à la vie et empêche le prêtre de le prendre. La caméra recule pour révéler que toute la vallée est jonchée de soldats morts, beaucoup ont été crucifiés à l'envers.
Au Caire, en 1949, Lankester Merin fait la rencontre d’un homme se faisant appeler Semelier. Ce dernier, travaillant pour un collectionneur d'antiquités rares, lui révèle la découverte d’une église catholique datant environ du 5e siècle en Afrique orientale, bien avant que le christianisme ait atteint cette région. Semelier explique que les Britanniques financent les fouilles et demande à Merrin de trouver une ancienne relique sumérienne d'un démon mythique, un ancien démon assyrien du nom de Pazuzu.
Durant la conversation, on apprend que Merrin était prêtre avant la seconde guerre, que les événements lui ont fait perdre la foi et qu’il est devenu depuis un archéologue. Merrin ne peut qu’accepter l’offre, lorsque Semelier annonce qu’il a déjà persuadé le Major Granville, un officier britannique responsable des fouilles, à ce que l’archéologue puisse se joindre à leur excursion.
Arrivée à Nairobi au Kenya, avant de rencontrer le Major Granville, l’armée britannique fait remémorer à Merrin l’invasion de l’Allemagne nazie à son village natal aux Pays-Bas. Le Major lui raconte que l’édifice enseveli a été découvert dans une vallée appelée Derati, dans la province de Turkana, jusqu’à l’arrivée du Père Francis. Le jeune prêtre raconte à Merrin qu’il a été envoyé par le Vatican pour qu’il puisse s’assurer que l’aspect religieux sur le site soit respecté, et que le Vatican n’a aucune archive sur la création de cette église et qu’ils n’en savent rien.
Pendant leur trajet sur le site, Merrin et le Père Francis font la rencontre de leur guide, Chuma, ce dernier a été engagé par les Britanniques comme interprète entre le peuple local des Turkana et l’armée. L’apparition d’un cimetière attise la curiosité de Merrin, Chuma lui raconte alors qu’il a été créé à cause de la peste qui a ravagé la vallée il y a 50 ans et qu’il n’y a eu aucun survivant.
Une fois arrivé à Derati, Merrin rencontre l'excavateur en chef, un homme brutal du nom de Jefferies, Sarah Novak, le médecin local, ainsi que le directeur de l’hôtel Emewi accompagné de ses 2 fils, James et Joseph. Jefferies explique à Merrin que les travaux n’avancent plus à cause de ses hommes qui ne veulent pas entrer dans l’église et qui semblerait maudite. Lorsque Merrin et le Père Francis découvrent l’église, seule la coupole est visible. L’archéologue découvre que l'église ayant 1 500 ans se trouve être en parfait état et semble comprendre qu’elle avait été enterrée juste après sa construction. Lorsqu’il voit des hyènes autour du site, Chuma lui explique que ces animaux nocturnes sont apparus de jours, depuis le début des fouilles.
Après s’être descendu de l’église par la Coupole, en compagnie du Père Francis, Merrin découvre étrangement que les statues d’anges pointent les armes vers le bas, alors que les églises sont censées être bâties pour exalter le ciel. Les deux hommes découvrent par la suite que le crucifix du Christ a été profané lorsqu’ils voient la croix arrachée de son autel et suspendue à l’envers.
Ce vandalisme amène l’ancien prêtre à interroger l’archéologue en chef, M. Bession, mais Chuma lui apprend qu’il est devenu fou. L’archéologue visite la tente de Bession sur le site et voit des dizaines de dessins de la même chose, l'artefact du démon que Semelier avait demandé à Merrin de trouver. Chuma révèle à Merrin que M. Bession a été interné en hôpital psychiatrique à Nairobi depuis quelques semaines. L’ancien prêtre découvre un texte en araméen et interroge Chuma si M. Bession sait parler et écrire cette langue palestinienne, et traduit « Les déchus se relèveront dans un fleuve de sang »
Le soir, Merrin retrouve Sarah et elle lui apprend qu’ils ont perdu une douzaine d’hommes, et découvre sur son bras le tatouage d’un camp nazi et comprend qu’elle a passé un temps dans un camp de concentration pendant la Seconde Guerre mondiale. Sarah raconte que son mari était un nazi, avant de se rencontrer après la guerre. Des évènements étranges commencent à se manifester, le Père Francis remet sa croix à l’endroit après l’avoir vue à l’envers après sa prière et une fois parti, la croix se remet de nouveau à l’envers.
Merrin, dans sa chambre, contemple les dessins du démon de M. Bession, jusqu’à ce qu’il se retrouve hanté par les tourments de son passé ; l’un des officiers nazis avait demandé à Merrin de se présenter, avant d’abattre une fillette, sous ses yeux. Plus tard, alors que le jeune James embête son petit frère Joseph, une meute de hyènes attaquant James alerte tout le monde. Emewi, le père, armé d’un fusil, n’ose pas tirer mais Merrin, réactif, lui arrache l’arme de ses mains et tire sur les hyènes qui disparaissent avec James. Après avoir emmené Joseph à Sarah, Merrin lui raconte ce qu’il s’est passé avec les hyènes mais le Père Francis, qui avait également vu la scène, apprend à Merrin que les hyènes n’ont pas fait qu’ignorer Joseph, mais qu’elles ont agi comme s’il n’était pas là.
À Nairobi, Merrin rend visite à Bession et découvre dans sa chambre de nombreux dessins de l’idole du démon qu’il recherche partout dans la chambre. Bession semble connaître l’ancien prêtre et lorsqu’il se retourne ce dernier découvre qu’il s’est scarifié la croix gammée sur la poitrine. Bession se racle la gorge après avoir déclaré qu'il était "libre". Le père Gionetti, le directeur du sanatorium, émet l'hypothèse que Bession n'était pas possédé, mais plutôt "touché" par un démon, qui l'a rendu fou et a fini par se suicider. Merrin est très sceptique, mais avant de retourner sur le site à Derati, le père Gionetti lui donne le volume de rituels romains à utiliser, en avertissant Merrin que le mal subsiste sur cette vallée, bien que ce dernier affirme qu'il ne les utilisera jamais.
De retour au village, des événements étranges continuent. Alors que Merrin et Sarah partagent un moment d’intimité, le lit du jeune Joseph bouge tout seul et, une fois réveillé, le jeune enfant subit des tremblements. Dans la nuit, la femme du chef local donne naissance à un bébé mort-né, couvert d'asticots, et, avec l’aide des dessins de Bession, Merrin découvre un passage menant à une grotte sous l’église, montrant une grande statue du démon Pazuzu, tandis que l’excavateur Jefferies se fait attaquer. Sarah, après avoir perdu beaucoup de sang, avoue plus tard à Merrin que la vallée est maudite, comme les Turkanas ne cessent de le répéter, et que le mal est présent. Ce dernier révèle à Sarah qu’il a découvert un ancien temple païen sous l’église, qui a été utilisé pour mener des sacrifices humains et comprend que l’église a été construite pour purifier le site.
Avec l’absence de l’excavateur en chef et des événements récents, le père Francis révèle à Merrin qu’il a contacté le Major Granville pour faire intervenir un attachement militaire. Merrin quant à lui commence à douter et apprend par les Turkanas que ce n’est pas la peste qui a ravagé la vallée, il y a 50 ans, mais le mal se cachant sous l’église et qu’il se renforce chaque jour.
La nuit tombée, les Turkanas sûrs que le mal est en Joseph veulent le sacrifier, Sarah intervient, mais se fait maîtriser par l’un d’entre eux, jusqu’à ce que le sol tremble et que les verres se cassent. Les membres de la tribu se font maîtriser par une force maléfique qui les pousse à fuir. Pendant ce temps, Merrin déterre une tombe et des flash-back du passé nous montre qu’un commandant sadique de la SS nazie, avait obligé le jeune père Merrin à participer à des exécutions arbitraires. Parmi les trois tombes déterrées, Merrin découvre qu’elles sont toutes vides.
Énervé, l’ancien prêtre, confronte le père Francis en lui avouant qu’il ment depuis le début, qu’il y a des croix sur les tombes vides, prouvant que l’église est à l’origine du cimetière. Le père Francis lui révèle que la vallée est maudite et finit par raconter la vérité. Il raconte qu’il y a eu un massacre 1.500 ans auparavant, une grande armée dirigée par deux prêtres était venue dans la vallée à la recherche de l'origine d’un mal puissant. Quand ils sont arrivés sur le site, ce mal les a consumés et ils se sont entretués. Lorsque le seul prêtre survivant est revenu, l’empereur Justinien a ordonné la construction d’une église au-dessus du site et a demandé à ce qu'elle soit enterrée après, pour enfermer le mal à l’intérieur et sans qu’il n’y ait de références écrites sur cette histoire.
Toutefois, une vague référence à cette église a été enregistrée et découverte en 1893. Quatre prêtres sont ensuite venus à Derati et ont fait appel à la tribu locale pour les aider. Tous les membres de la tribu et les prêtres ont disparu. Le Vatican avait ordonné, à l’époque, d’étouffer l’affaire, de créer le faux cimetière et l’histoire de peste pour faire fuir les populations. Le père Francis révèle ensuite que le Vatican l'a envoyé pour voir si la légende était vraie. Quand Merrin demande de quelle légende Francis parle, ce dernier lui révèle qu'après la révolte dans le ciel, il y a un endroit où Lucifer est tombé. Le jeune prêtre est sûr que Dieu a envoyé Merrin et lui demande de l’aide, mais ce dernier ne croit plus en rien.
Finalement, l’église est déterrée et le Major Granville entre par la grande porte accompagné de Merrin, et ils découvrent ensemble l’excavateur Jefferies attaché, mort et à moitié dévoré par des corbeaux. Le Major, sûr qu’il s’agit de l’œuvre des Turkanas, les confronte seul et armé. Merrin court empêcher Granville de commettre une grave erreur, mais ce dernier finit par tuer le chef de la tribu d’une balle dans la tête. Chuma conseille à Merrin de quitter les lieux et de protéger le jeune Joseph des Turkanas qui veulent tuer l’enfant car ils pensent toujours que le mal se cache en lui.
Pendant que l’armée britannique et les Turkanas se préparent à la guerre, le Major Granville semble être victime d’hallucinations qui lui faire perdre la tête et se suicide. Merrin embarque Joseph dans la voiture et explique à Francis qu’il doit l’emmener à Nairobi au Sanatorium du père Gionetti. Mais voyant la violente tempête de sable à l’horizon, Francis n’a pas d’autre choix que d’emmener Joseph dans l’église, le seul endroit où les Turkanas ne peuvent pas entrer, tandis que Merrin part rechercher Sarah qui a disparu.
Pendant que la tempête menace de tout ensevelir, la guerre se prépare, le père Francis est dans l’église et commence un exorcisme sur Joseph. Merrin cherche Sarah, rentre dans sa chambre et découvre l’ignoble vérité, une représentation du démon avec du sang au-dessus du lit et au centre l’idole qu’il recherche. Merrin découvre par la suite, une photo de mariage de Sarah avec Bession sur le lit couvert de vers. Lorsque Chuma découvre l’état horrifique de la chambre, il répond à Merrin que Bession était le mari de Sarah, et en comprenant que le couple était les premiers à visiter l’église, Merrin finit par comprendre que le mal ne se cache pas en Joseph, mais en Sarah.
Le père Francis effectue son exorcisme et jette de l’eau bénite sur Joseph, mais rien ne se passe. En se retournant, il découvre Sarah possédée et lorsqu’elle attaque Francis, au même moment, la guerre éclate entre les Turkanas et les Britanniques. Chuma se fait transpercer par une lance et Merrin, à peine après avoir posé l’idole au sol pour tenter de sauver son ami, perd l’objet qui se trouve enseveli dans le sable. L’ancien prêtre ne peut que voir impuissant l’histoire se répéter, le mal amenant les Turkanas et les Britanniques à s’entretuer, comme ce fut le cas il y a 1 500 ans avec l’armée byzantine.
Une fois entré dans l’église, Merrin découvre du sang et de l’eau bénite par terre ainsi que la croix du père Francis et finit par prier pour retrouver sa foi en Dieu et faire pénitence. Merrin retrouve Joseph et découvre Sarah possédée par le mal, sous la forme du démon Pazuzu. Le combat est rude entre le prêtre déchu et le puissant démon, mais Merrin montre sa force en sa foi et sa croyance en attaquant Pazuzu à plusieurs reprises, et dans un ultime affrontement, l’ancien prêtre expulse le démon du corps de Sarah, qui ne survit pas, laissant Merrin et le jeune Joseph comme les derniers survivants de la vallée.
Merrin retourne à Rome et rencontre Semelier dans un café, expliquant qu'il n’avait pas trouvé la relique, mais ce dernier comprend qu’il a trouvé autre chose. Lors de leurs adieux, Merrin corrige Semelier, rectifiant qu’il se nomme « père Merrin ».

## Fiche technique
Sauf indication contraire, les informations mentionnées dans cette section peuvent être confirmées par la base de données cinématographiques IMDb,  présente dans la section « Liens externes ».
- Titre original : Exorcist: The Beginning
- Titre français : L'Exorciste : Au commencement
- Titre québécois : L'Exorciste: Le Commencement
- Réalisation : Renny Harlin
- Scénario : Alexi Hawley, d'après une histoire de William Wisher Jr. et Caleb Carr, d'après les personnages créés par William Peter Blatty
- Direction artistique : Eugenio Ulissi
- Décors : Carlo Gervasi
- Costumes : Luke Reichle
- Photographie : Vittorio Storaro
- Montage : Mark Goldblatt
- Musique : Trevor Rabin
- Production : James G. Robinson
- Sociétés de production : Morgan Creek Productions, Dominion Productions et Post Amazers
- Société de distribution : Warner Bros.
- Budget : 50 000 000 $[1]
- Langue originale : anglais
- Format : Couleurs (Technicolor) - 35 mm Univisium (en) (2,00:1) - DTS Dolby Digital
- Genre : horreur, thriller, fantastique
- Durée : 116 minutes
- Dates de sortie : 
  -  États-Unis : 20 août 2004
  -  France : 17 novembre 2004
- Film interdit aux moins de 12 ans lors de sa sortie en salle[Où ?]

## Distribution
- Stellan Skarsgård (V. F. : Patrick Béthune ; V. Q. : Luis de Cespedes) : le père Lankester Merrin
- Izabella Scorupco (V. F. : Laurence Bréheret) : Sarah
- James D'Arcy (V. F. : Philippe Valmont ; V. Q. : Claude Gagnon) : le père Francis
- Remy Sweeney (V. F. : Antoine Buchez ; V. Q. : Alexandre Bacon) : Joseph
- Julian Wadham (V. F. : Jérôme Keen) : le major Granville
- Andrew French (V. F. : Yanecko Romba ; V. Q. : François Sasseville) : Chuma
- Alan Ford (V. F. : Bernard Valdeneige ; V. Q. : Éric Gaudry) : Jefferies
- Ben Cross (V. F. : Gabriel Le Doze ; V. Q. : Daniel Picard) : Semelier
- David Bradley (V. F. : Jean-Pierre Leroux ; V. Q. : Hubert Fielden) : le Père Gionetti

Sources et légende: Version française (VF) sur Voxofilm et Version québécoise (VQ) sur Doublage Québec

## Production

### Genèse et développement
John Frankenheimer est initialement choisi pour réaliser la préquelle de L'Exorciste de William Friedkin sorti en 1973. Il quitte cependant le projet, peu de temps avant sa mort en 2002. Le projet est repris par Paul Schrader. Ce dernier tourne donc le film. Cependant, le studio Morgan Creek Productions n'apprécie par son approche de « thriller psychologique » pas assez gore et jugée comme non-commerciale. Il est alors décidé de réécrire totalement le scénario (cette fois signé Alexi Hawley), de changer d'acteurs et de réalisateur. Un tout nouveau film est alors tourné, sous la direction de Renny Harlin. Certains acteurs sont cependant conservés, comme Stellan Skarsgård qui incarne le père Lankester Merrin dans les deux productions, ainsi que Ralph Brown (le sergent-major) et Julian Wadham (major Granville). Certains acteurs ne sont plus disponibles pour ce nouveau tournage (Gabriel Mann) est ainsi remplacé par James D'Arcy dans le rôle du Père Francis). D'autres, par solidarité pour Paul Schrader, refusent de revenir. Environ 10% du film tourné par Paul Schrader est conservé.

### Tournage
Le tournage a lieu entre novembre 2003 et février 2004. Il a lieu principalement dans les studios Cinecittà à Rome, ainsi qu'au Maroc,.
Le film est tourné en Univisium (en) (2,00:1), un format créé en 1998 par le directeur de photographie italien Vittorio Storaro.

## Accueil

### Critique
Le film reçoit des critiques négatives. Sur l'agrégateur américain Rotten Tomatoes, il récolte seulement 10% d'opinions favorables pour 134 critiques et une note moyenne de 3,54⁄10. Sur Metacritic, il obtient une note moyenne de 30⁄100 pour 22 critiques.
En France, le film obtient une note moyenne de 2,3⁄5 sur le site AlloCiné, qui recense 13 titres de presse.
William Peter Blatty, auteur du roman original L'Exorciste (1971), a déclaré que voir ce film a été « l'expérience professionnelle la plus humiliante ». William Peter Blatty préfère le « projet concurrent » Dominion: Prequel to the Exorcist, qu'il décrit comme plus élégant et classe. Dominion: Prequel to the Exorcist sera globalement mieux accueilli par la critique.

### Box-office
Le film est un nouvel échec au box-office dans la carrière du réalisateur Renny Harlin. Il ne rapporte que 78 millions de dollars dans le monde, pour un budget de 50 millions (auquel il faut ajouter environ 30 millions pour le tournage de Paul Schrader),.
À la suite de l'échec du film, la version de Paul Schrader est projetée dans différents festivals et connait une sortie limitée en salles. Initialement, Dominion: Prequel to the Exorcist devait sortir direct-to-video.
| Pays ou région    | Box-office      | Date d'arrêt du box-office | Nombre de semaines |
| ----------------- | --------------- | -------------------------- | ------------------ |
| États-Unis Canada | 41 821 986 $    | -                          | -                  |
| France            | 348 023 entrées |                            |                    |
| Total mondial     | 78 110 021 $    | -                          | -                  |

## Distinctions
Le film est nommé aux Razzie Awards 2005, dans les catégories pire réalisateur et du pire remake ou suite. La Dallas-Fort Worth Film Critics Association le nomme également dans la catégorie pire film. De manière plus positive, le film est cependant nommé dans la catégorie scène la plus effrayante aux Teen Choice Awards 2005.